# Les Fils des ténèbres
Les Fils des ténèbres (titre original : Children of the Night) est un roman de Dan Simmons paru aux États-Unis en 1992.

## Résumé
La biologiste Kate Neuman se rend en mission humanitaire en Roumanie peu après la chute du régime de Nicolae Ceaușescu. Dans les orphelinats, elle découvre une situation sanitaire catastrophique : enfants sous-alimentés, épidémie galopante de SIDA causée par une prophylaxie déplorable, etc.

Dans l'un de ces orphelinats elle découvre un enfant, prénommé Joshua, qui souffre des quatre formes d'une maladie tellement rare que la forme la plus répandue est présente chez une dizaine de patients seulement dans le monde. Après l'avoir adopté, elle retourne aux États-Unis et mène des recherches sur cet enfant. Elle découvre alors qu'une transfusion sanguine semble améliorer, au moins temporairement, son état. Ainsi un bleu disparaît-il en quelques heures après une transfusion.

Poussant plus loin les recherches avec son équipe, elle découvre chez l'enfant un étrange organe qui pourrait bien être à l'origine de la légende des vampires.

## Commentaires
Les Fils des ténèbres est la deuxième partie de ce que Dan Simmons a appelé le triptyque Elm Haven, dont les deux autres parties sont Nuit d'été et Les Chiens de l'hiver. On y retrouve Mike O'Rourke en prêtre désabusé et meurtri par le Viêt Nam, Harlen en sénateur au bras long, et qui sait, le reste de la bande peut-être… même ressorts angoissants et mélange d'enquête historique, de changements de narrateur.

## Prix littéraires
- Les Fils des ténèbres a remporté le prix Locus du meilleur roman d'horreur en 1993.

## Éditions
- Children of the Night, G. P. Putnam's Sons, 1er juillet 1992, 382 p.  (ISBN 0-399-13717-3)
- Les Fils des ténèbres, Albin Michel, 6 octobre 1994, trad. Monique Lebailly, 464 p.  (ISBN 2-226-07474-0)
- Les Fils des ténèbres, Le Livre de poche no 14120, avril 1997, trad. Monique Lebailly, 471 p.  (ISBN 2-253-14120-8)
- Les Fils des ténèbres, Pocket, coll. « Science-fiction » no 17710, 12 mars 2020, trad. Monique Lebailly, 576 p.  (ISBN 978-2-266-29804-9)